# Broadwell
Broadwell es una villa ubicada en el condado de Logan en el estado estadounidense de Illinois. En el Censo de 2010 tenía una población de 145 habitantes y una densidad poblacional de 309,31 personas por km².

## Geografía
Broadwell se encuentra ubicada en las coordenadas 40°4′1″N 89°26′34″O / 40.06694, -89.44278. Según la Oficina del Censo de los Estados Unidos, Broadwell tiene una superficie total de 0.47 km², de la cual 0.47 km² corresponden a tierra firme y (0%) 0 km² es agua.

## Demografía
Según el censo de 2010, había 145 personas residiendo en Broadwell. La densidad de población era de 309,31 hab./km². De los 145 habitantes, Broadwell estaba compuesto por el 99.31% blancos, el 0.69% eran afroamericanos, el 0% eran amerindios, el 0% eran asiáticos, el 0% eran isleños del Pacífico, el 0% eran de otras razas y el 0% pertenecían a dos o más razas. Del total de la población el 0.69% eran hispanos o latinos de cualquier raza.